# (8529) Sinzi
(8529) Sinzi est un astéroïde de la ceinture principale.

## Description
(8529) Sinzi est un astéroïde de la ceinture principale. Il fut découvert le 19 octobre 1992 à Kitami par Kin Endate et Kazuro Watanabe. Il présente une orbite caractérisée par un demi-grand axe de 2,44 UA, une excentricité de 0,15 et une inclinaison de 5,6° par rapport à l'écliptique.

## Compléments